# Adam Łychowski
Adam Łychowski herbu Jasieńczyk (zm. 1649) – sędzia ziemski halicki w latach 1621-1639, pisarz ziemski halicki w latach 1607-1621.

## Życiorys
W 1607 roku był posłem na sejm z ziemi halickiej. Poseł na sejm 1631 roku. Był członkiem konfederacji generalnej zawiązanej 16 lipca 1632 roku. Poseł na sejm konwokacyjny 1632 roku z ziemi halickiej. Jako poseł ziemi halickiej na sejm elekcyjny 1632 roku wszedł w skład komisji korektury prawa koronnego. Podpisał pacta conventa Władysława IV Wazy w 1632 roku. Poseł ziemi halickiej na sejm koronacyjny 1633 roku i poseł deputat na Trybunał Skarbowy Koronny w 1633 roku. W 1634 roku wyznaczony na sejmie komisarzem z Koła Poselskiego do zapłaty wojsku Poseł sejmiku halickiego na sejm ekstraordynaryjny 1647 roku.